# Kostel svaté Barbory (Polná)
Kostel svaté Barbory je hřbitovní kostel, který se nachází v Polné v okrese Jihlava. Je chráněn jako kulturní památka České republiky.

## Historie

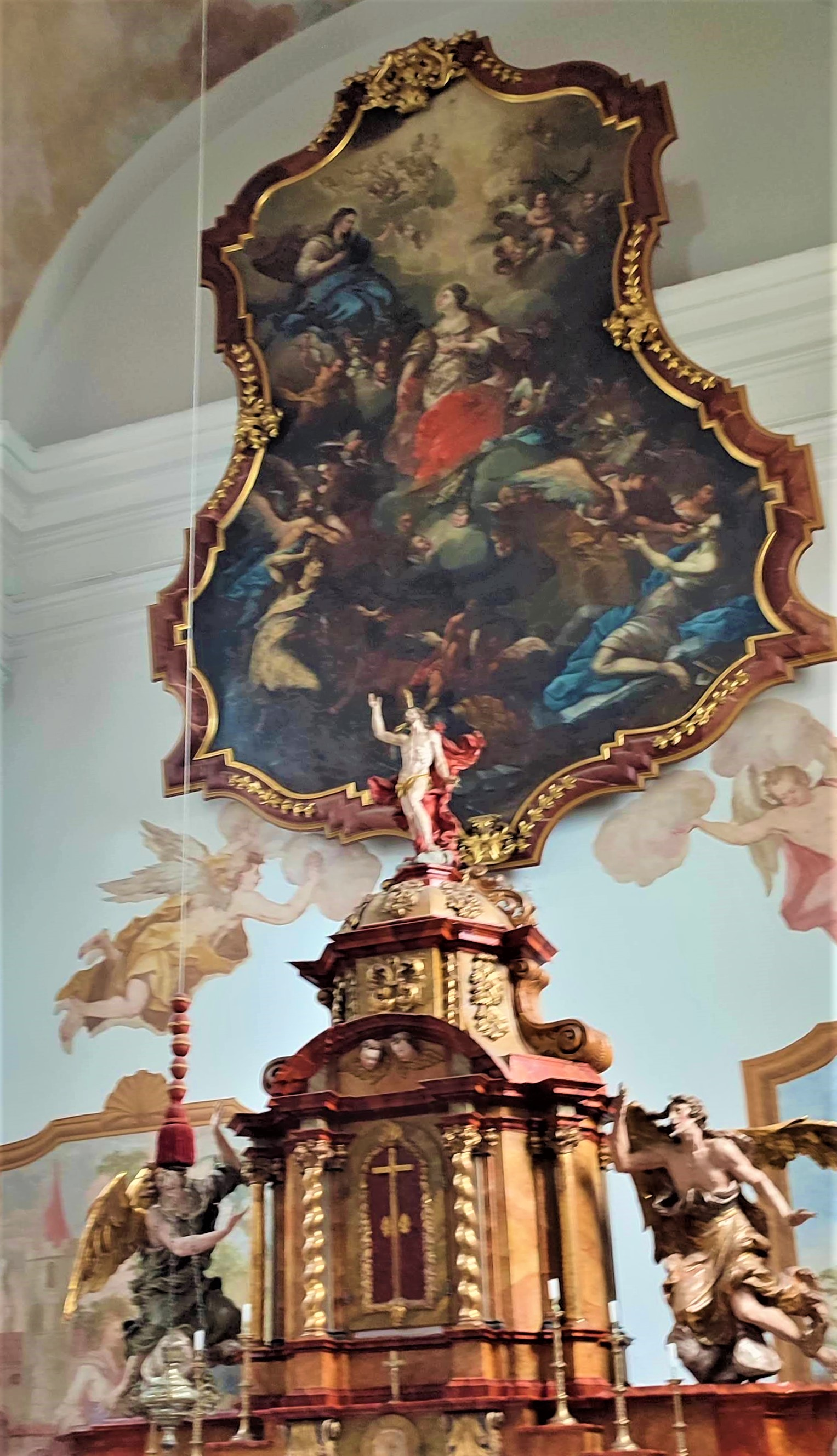
Hlavní oltář sv. Barbory

Po zrušení původního hřbitova kolem kostela Panny Marie na náměstí v Polné byl v roce 1710 severně od hlavního náměstí na místě Svatoňova dvora založen nový hřbitov a v letech 1720 - 1725 byl uprostřed postaven kostel zasvěcený sv. Barboře, široké jednolodí na půdorysu řeckého kříže, s prostornou kruchtou a velkými okny, v jednoduchém stylu baroka. Jako architekt se uvádí Ital J. D. Morazzi. Na východní straně má vysokou hranolovou věž s členitou bání. 

## Interiér
Střední prostor je sklenut zploštělou kupolí, boční prostory mají klenby plackové.
- Fresky na stropě kostela pocházejí z let 1749 a 1750, autorem je chrudimský malíř a historik Josef Cerhetti.
- Fresky na stěnách lodi zachycují svaté patronky kostela a farnosti: sv. Barboru, sv. Otýlii s kleštěmi a sv. Marii Magdalénu.
- Fresky na stěnách kněžiště zachycují čtyři scény polenských zázraků: 1. Zločinec byl naboden na kůl, který se s ním ulomil, na zemi klečící se obrátil na křesťanskou víru a přijal Svátost oltářní. 2.-3. Zázraky s dopisem. 4. Umírajícímu se zjevil sv. Jan z Boha, který mu udělil poslední pomazání.
- Hlavní oltář sv. Barbory  tvoří kamenná menza se soškou vzkříšeného Krista na svatostánku, flankovaném plastikami dvou andělů, nad ním stěně presbytáře je zavěšený obraz s výjevem Nanebevzetí svaté Barbory, kterou gestem požehnání přijímá do nebe Panna Marie. Namaloval jej Ignác Raab.
- severní boční oltář s obrazem světice mezi dětmi, signovaný C.F. Töpfer 1725; oltářní menza je kamenná, štafírovaná v pestrých barvách mramoru
- jižní boční oltář s obrazem světice, oltářní menza kamenná, štafírovaná v pestrých barvách mramoru
- Kazatelna rokoková, dřevěné ostění zlacené a štafírované; na stříšce má sochu žehnajícího Krista Spasitele.
- Kamenické a sochařské práce vytvořili Martin Ignác Morávek a jeho syn Václav Viktor Morávek
- Zpovědnice je dřevěná, štafírovaná v barvách mramoru. Nad ní vystupuje nástěnná freska s postavou kající Maří Magdaleny, poklekající před křížem.
- Na kruchtě jsou varhany.

## Galerie

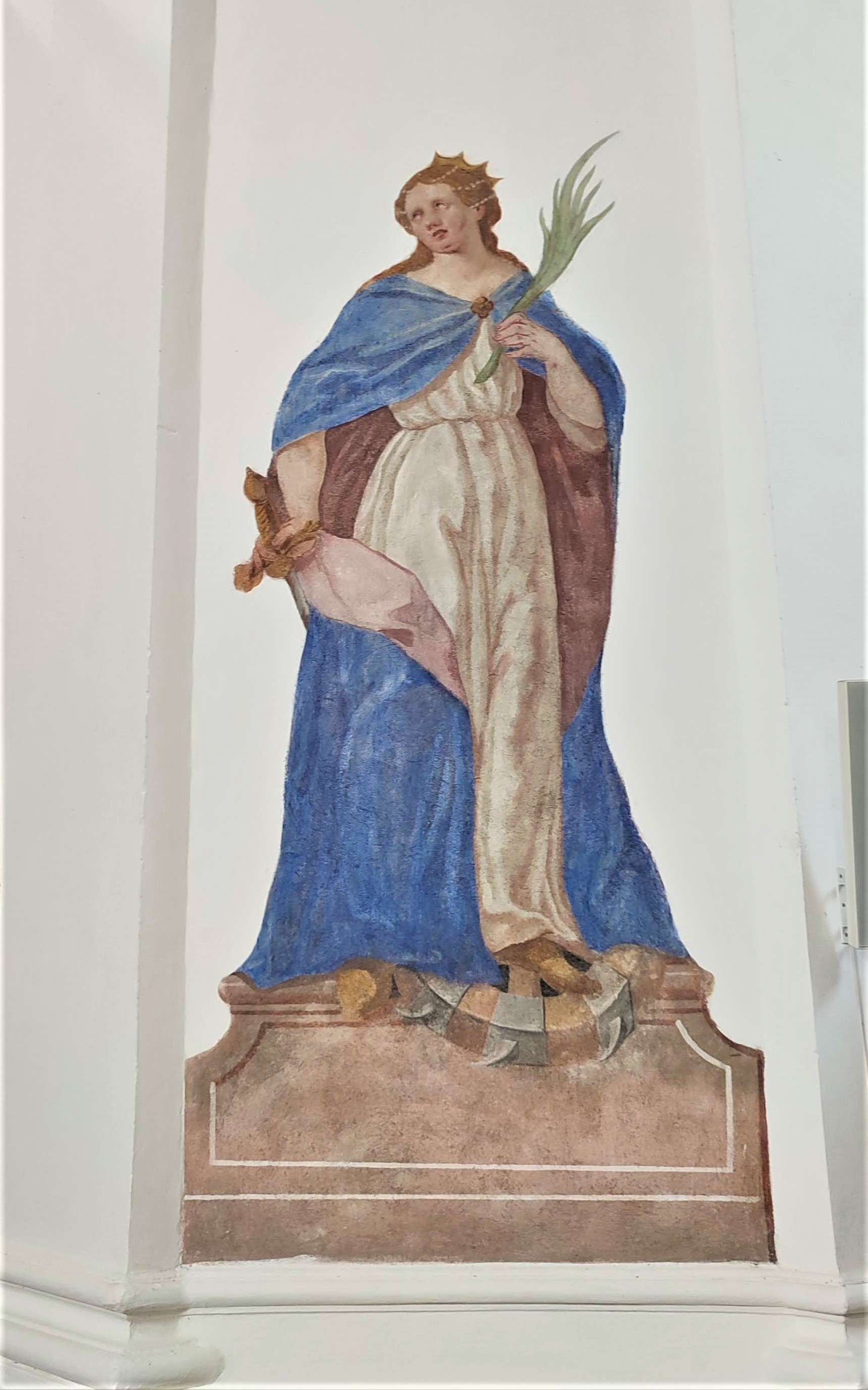
Freska Svatá Kateřina
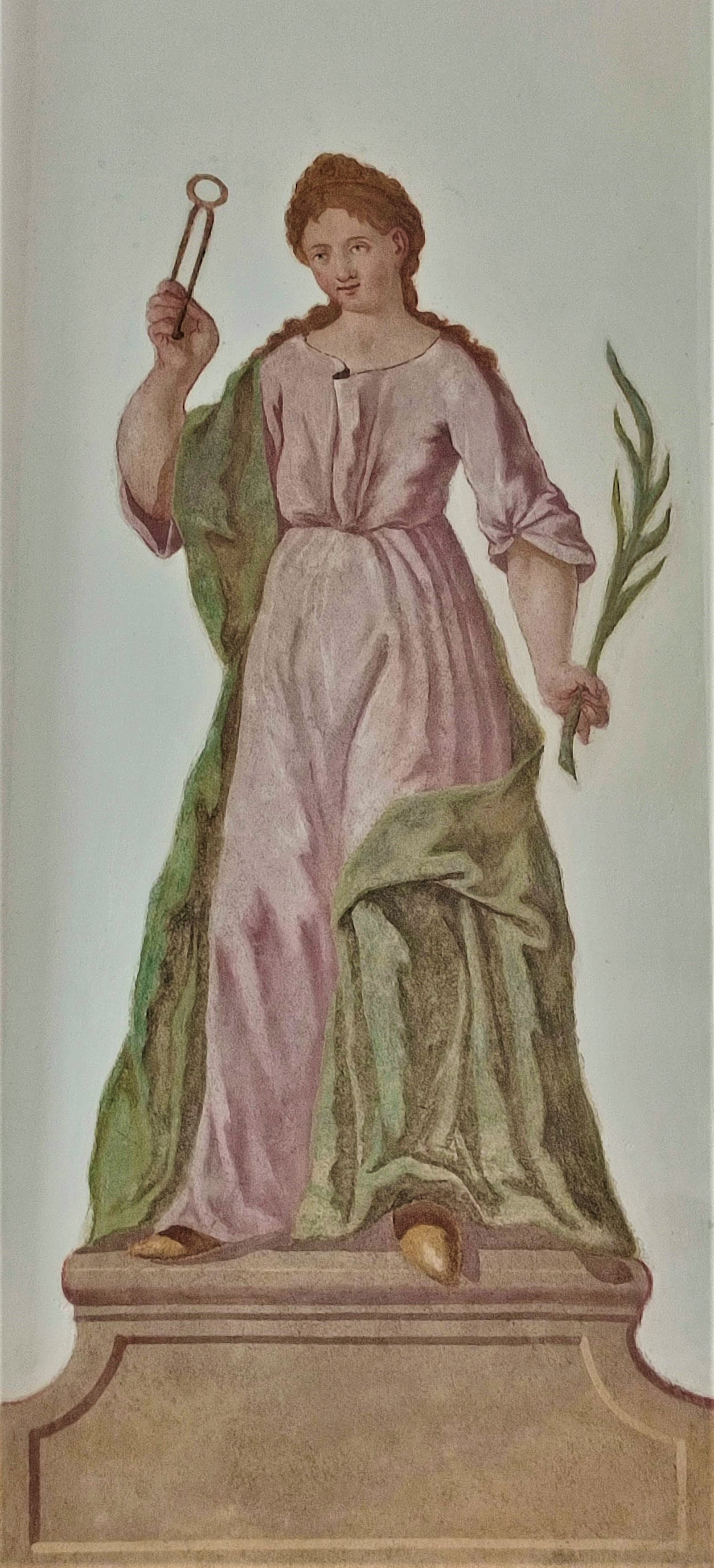
Freska sv. Apoléna
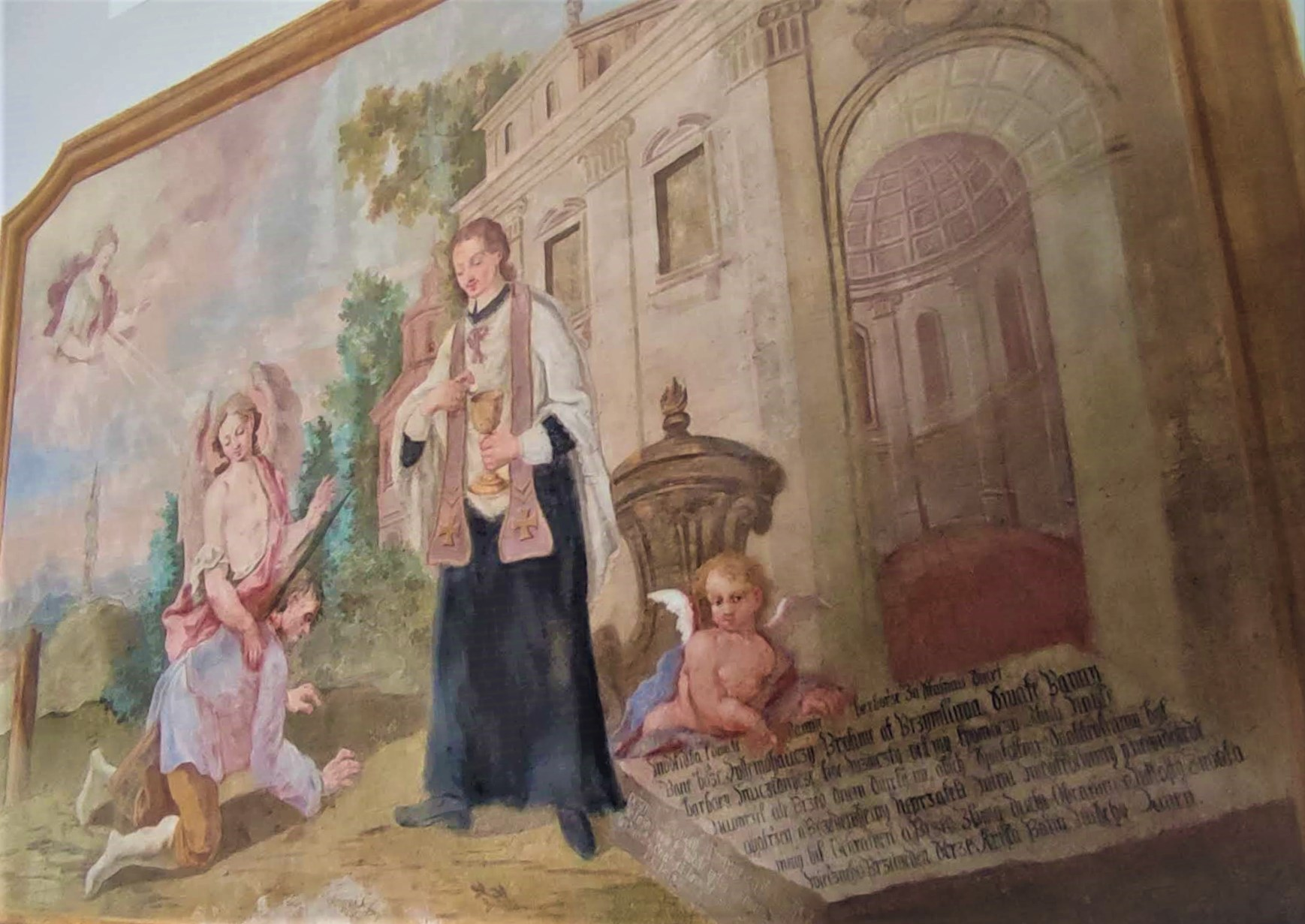
Zázrak s obráceným zločincem
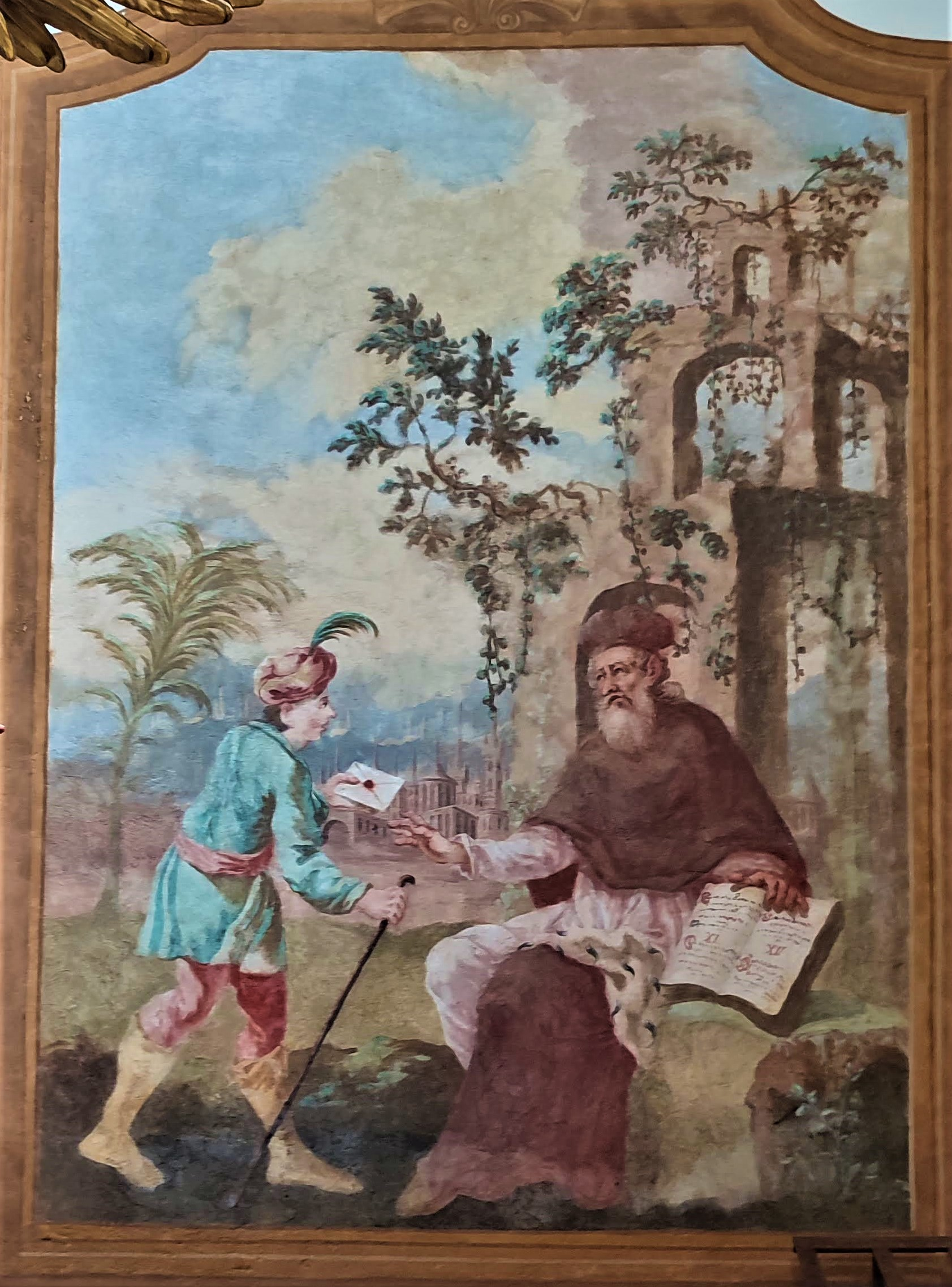
Zázrak s dopisem
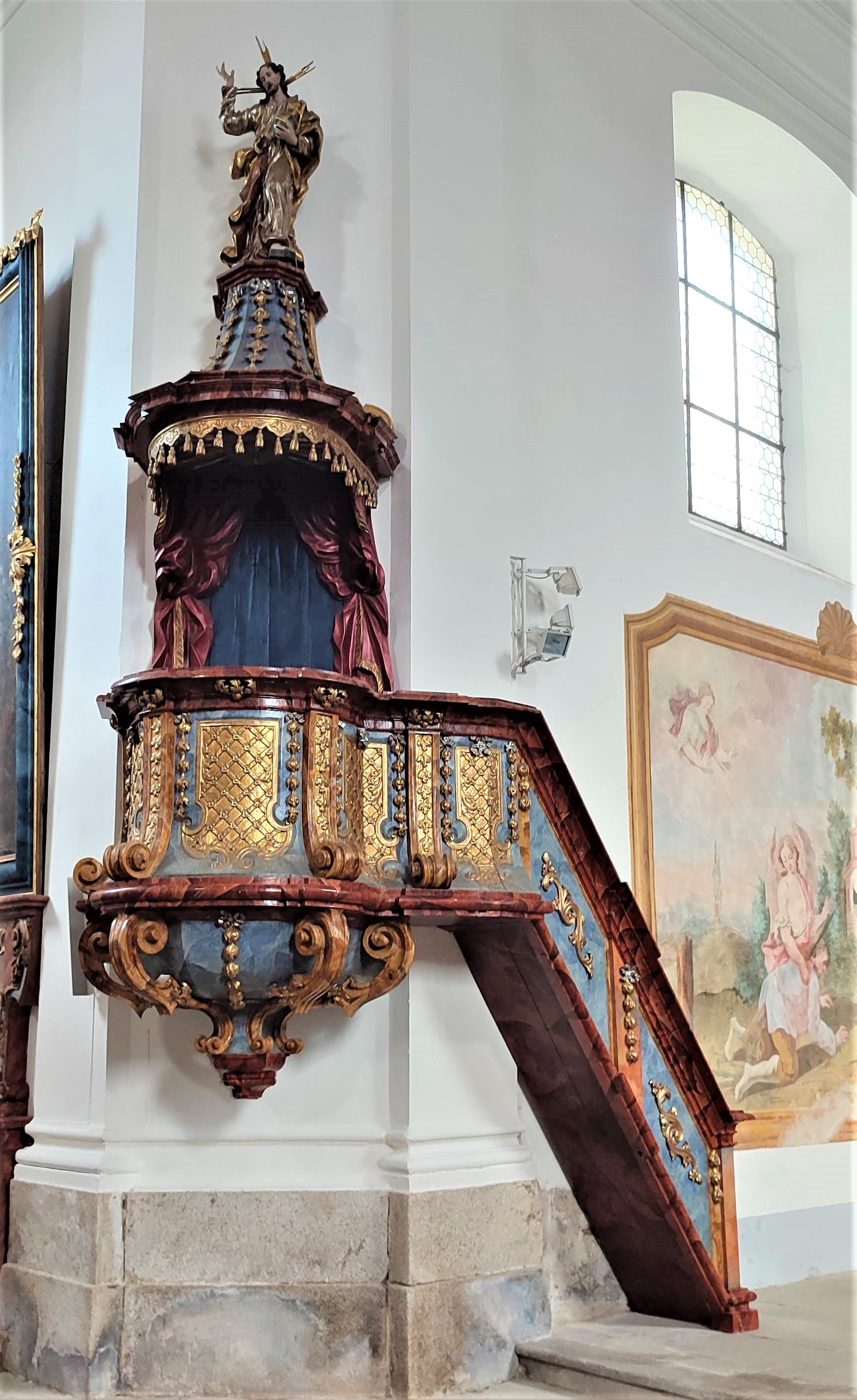
Kazatelna
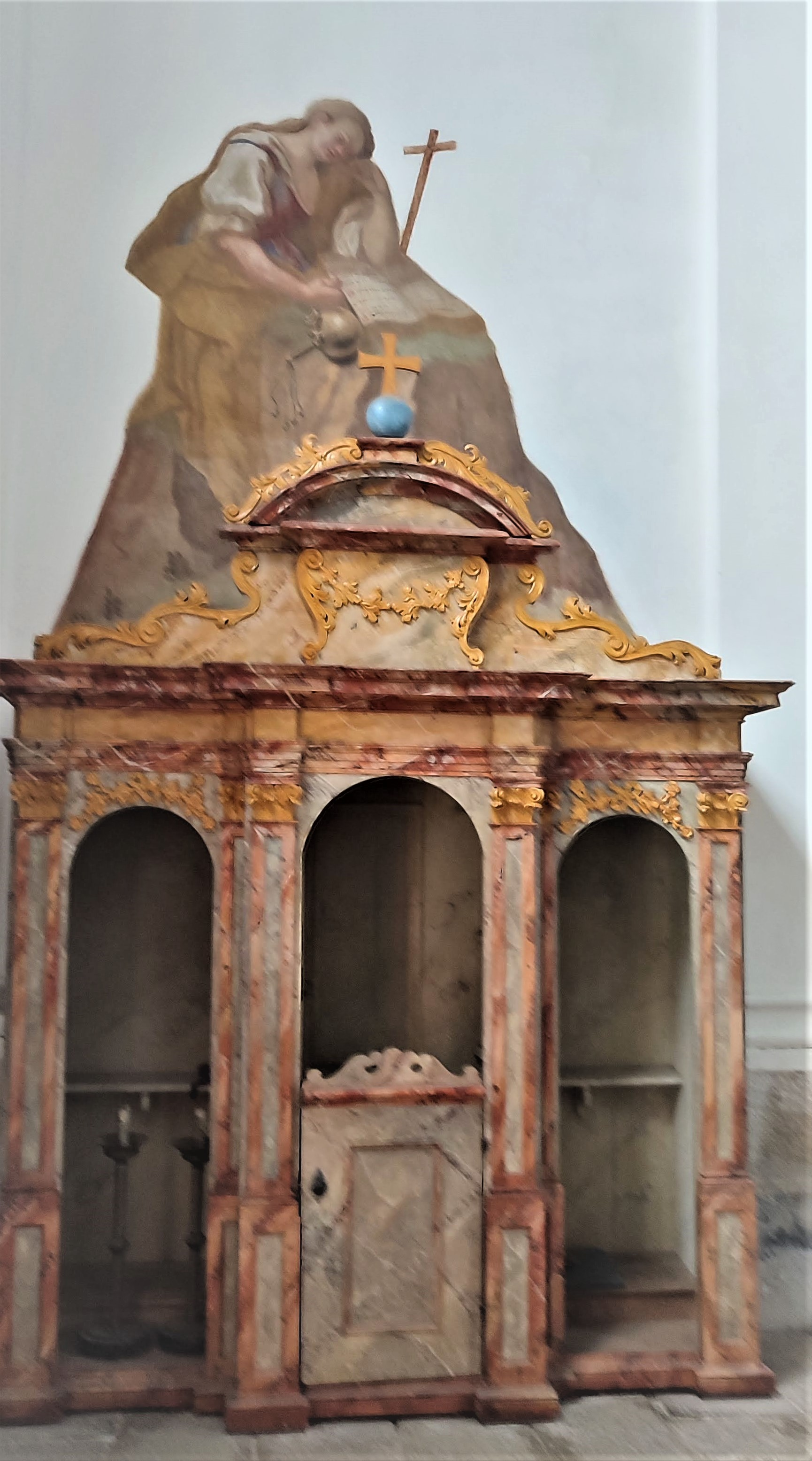
Zpovědnice a freska Maří Magdalény

## Hřbitov

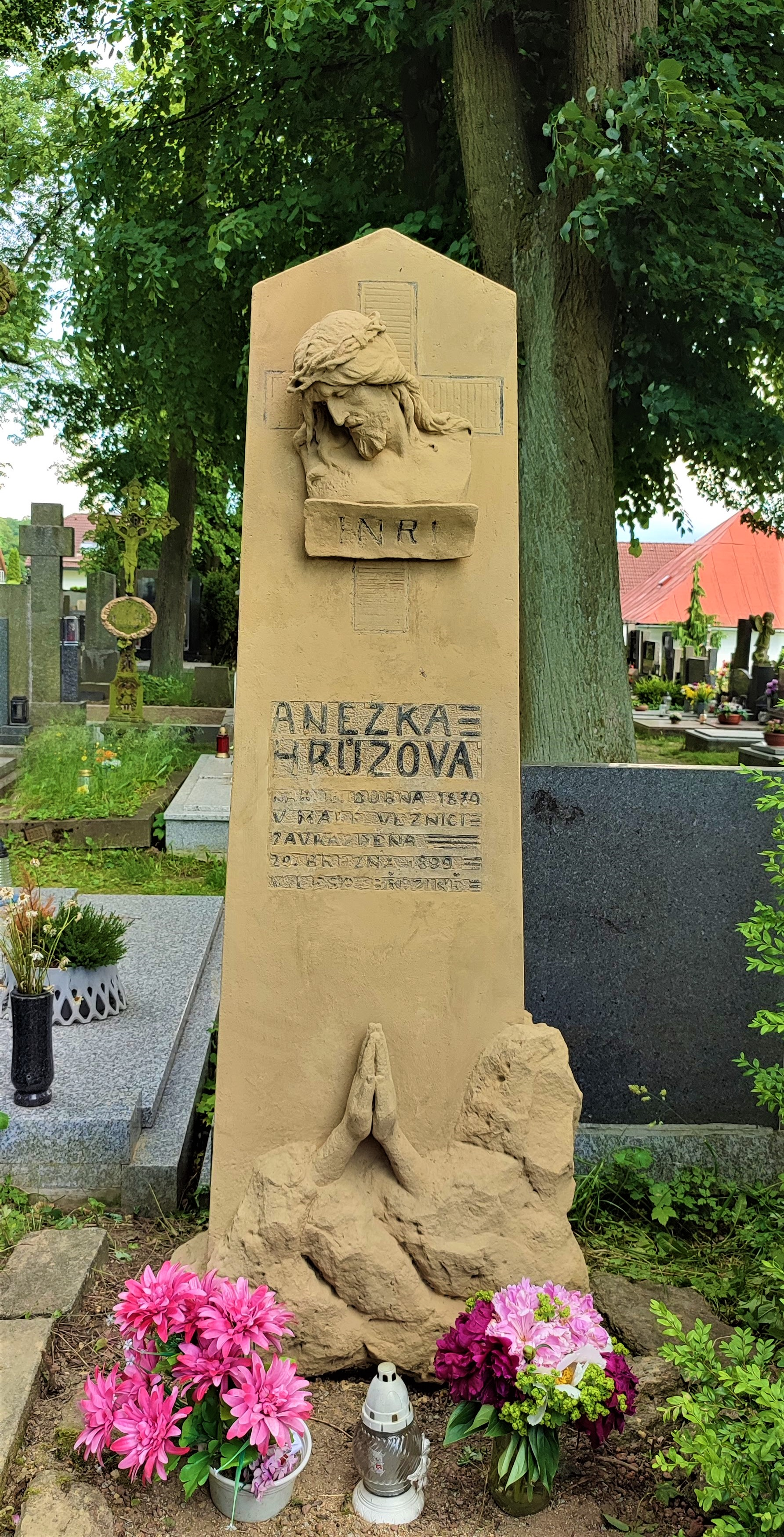
Hrob Anežky Hrůzové, 2022

Hřbitov je situován na návrší v severní části města, ohrazen kamennou zdí a zčásti obklopen lesíkem. Nad kamennou branou hřbitova je vztyčena pískovcová socha patronky umírajících, sv. Barbory, s kalichem v rukou, nadnášena andílky s oblakem. Na hřbitově je na křižovatce cest severně od kostela často vyhledáván hrob Anežky Hrůzové, zavražděné roku 1899 v lese nedaleko Polné. Dochoval se zde také zlomek barokního sousoší Kalvárie z doby kolem roku 1730. Umělecky vyniká secesní hrobka Marie Evy Stuartové († 1903) s reliéfem Panny Marie nabízející Ježíška k adoraci; je dílem Antonína Suchardy z Nové Paky. Kamenný krucifix na památku všech zesnulých byl na hřbitově vztyčen koncem 19. století.
Do kostelní zdi jsou z vnější strany zasazené mramorové náhrobní desky nebo epitafy polenských kaplanů a děkanů od konce 18. století.

## Galerie

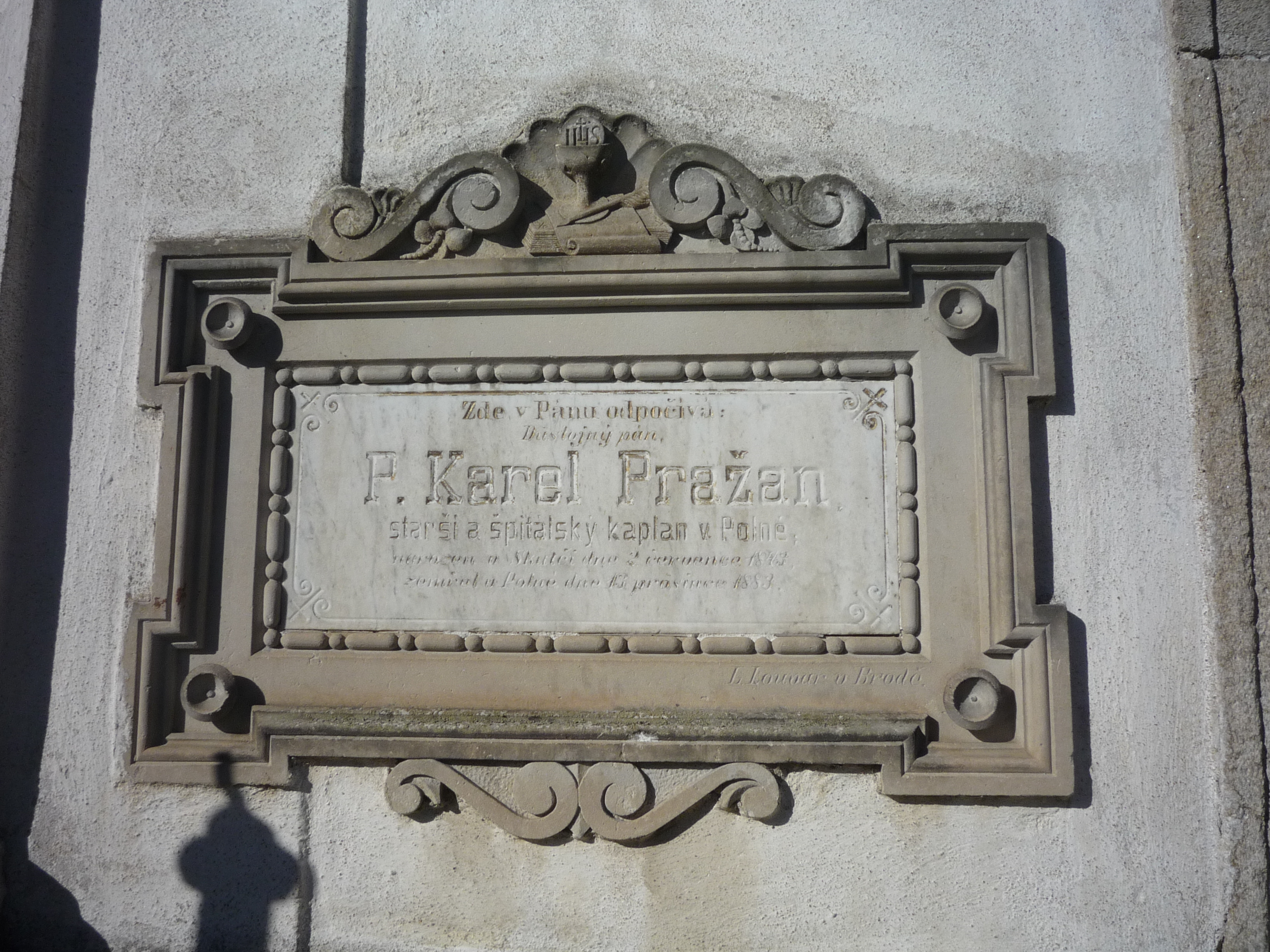
Epitaf kaplana Pražana
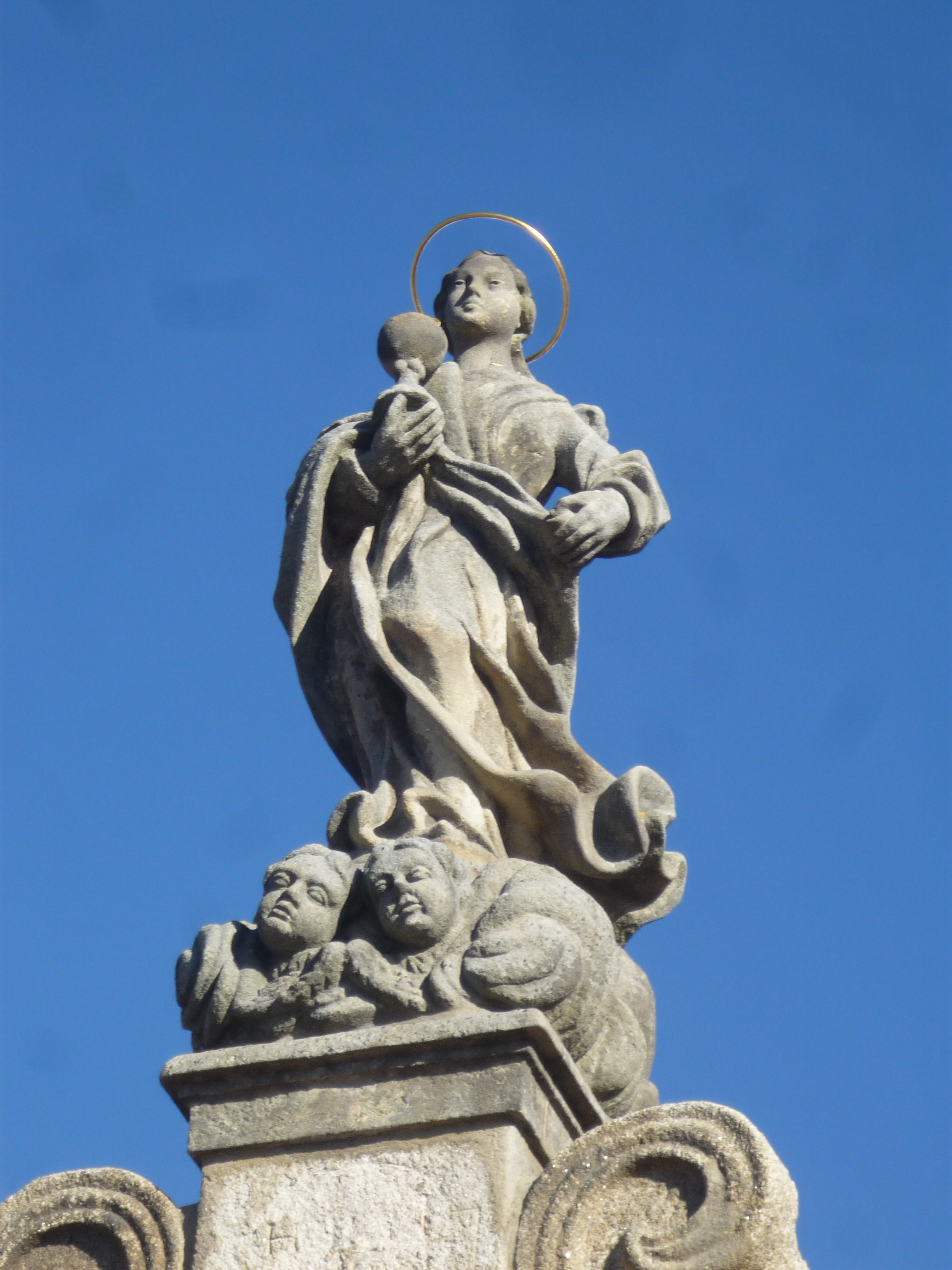
Socha sv. Barbory na bráně
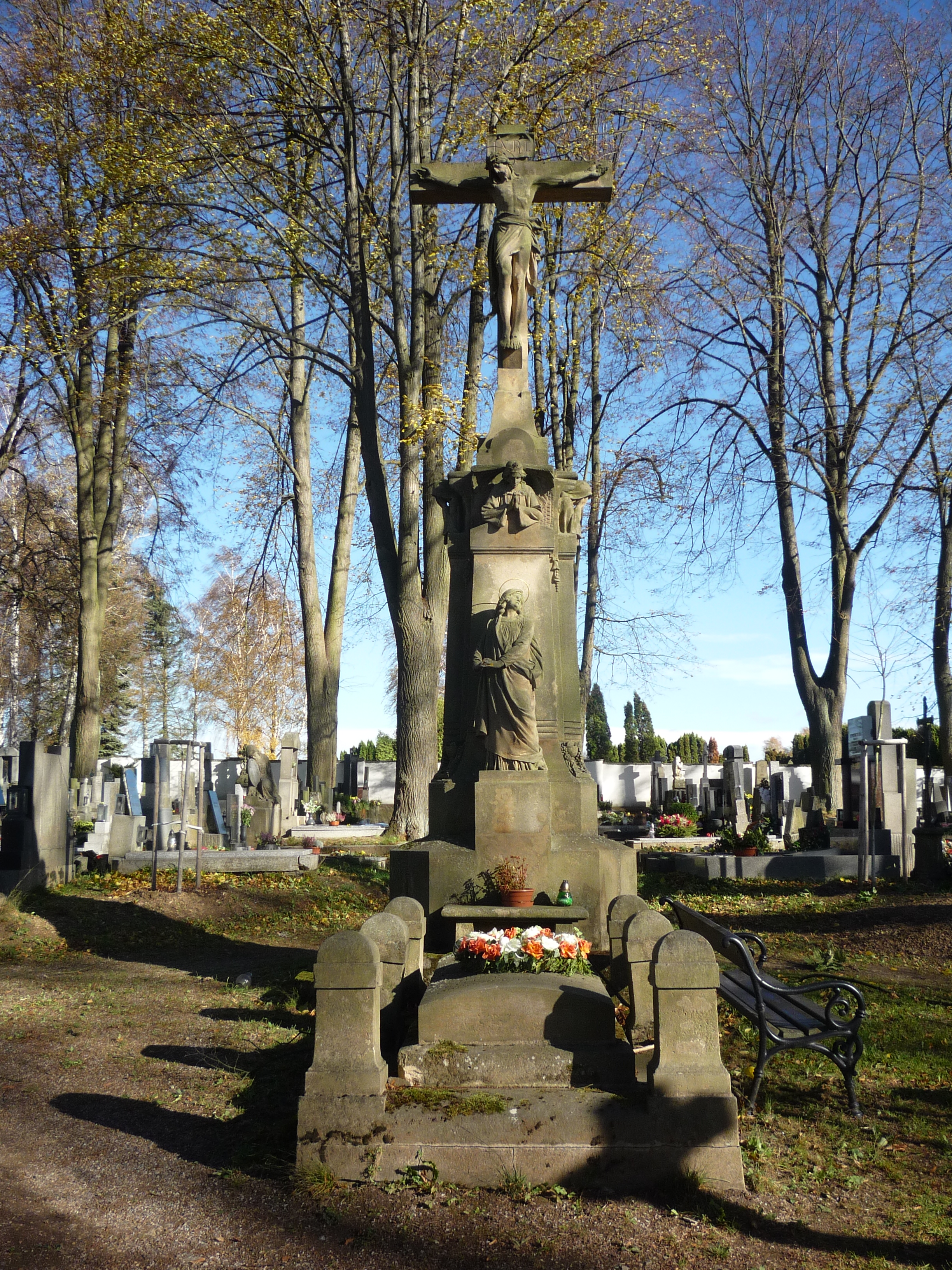
Hřbitovní krucifix
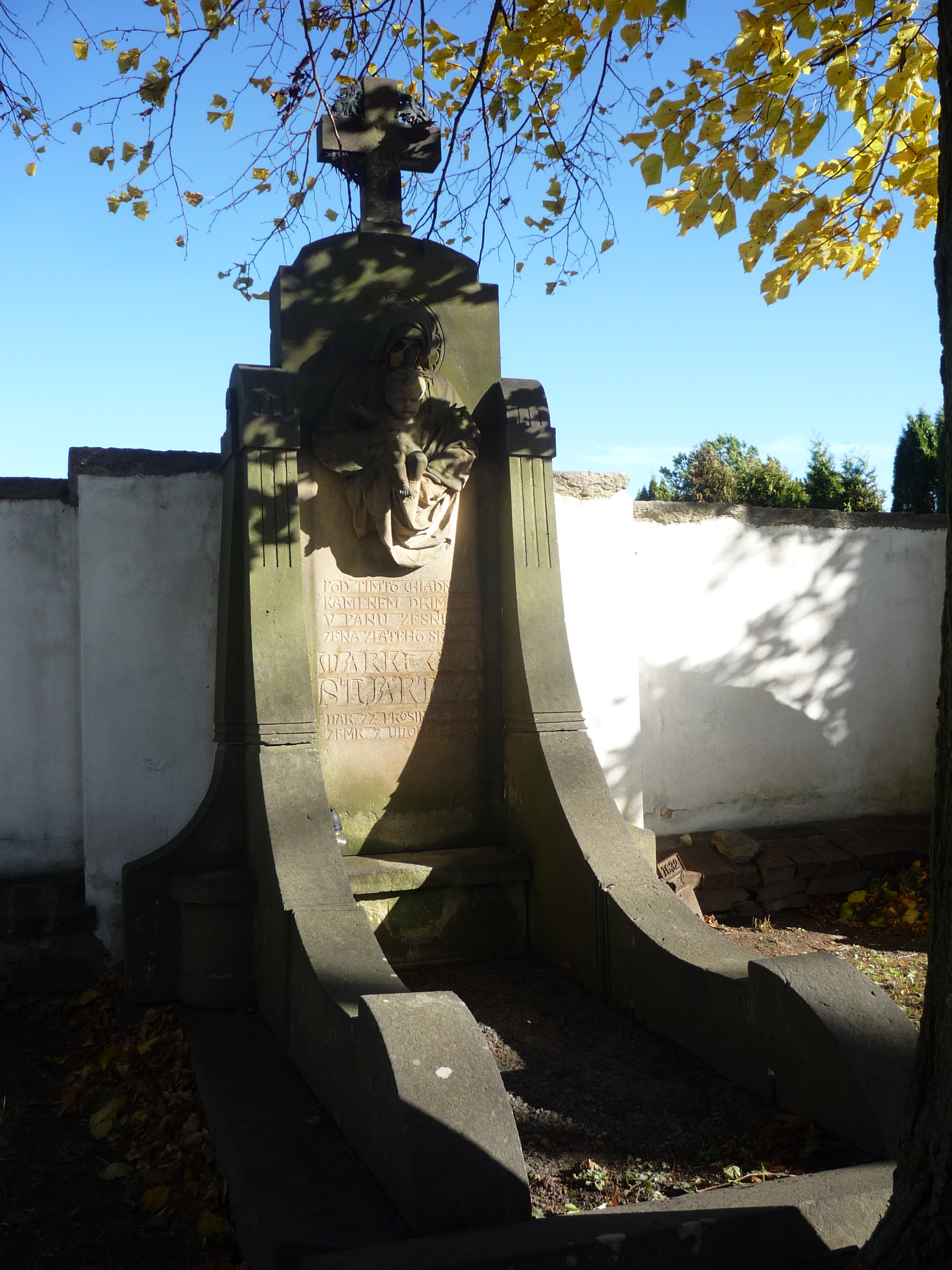
Hrob Marie Stuartové